# HMS Manchester (15)
L'HMS Manchester va ser un creuer lleuger de classe Town construït per a la Royal Navy a finals de la dècada de 1930, un dels tres vaixells de la subclasse Gloucester. Acabada el 1938, inicialment va ser destinat a l'Estació de les Índies Orientals i va tenir una carrera relativament curta però activa. Quan va començar la Segona Guerra Mundial el setembre de 1939, el creuer va començar a escortar combois a l'oceà Índic fins que se li va ordenar tornar a casa dos mesos després. A finals de desembre, el Manchester va començar a fer patrulles al mar de Noruega per fer complir el bloqueig d'Alemanya. A partir de l'abril de 1940, el vaixell va tenir un paper menor a la campanya de Noruega, principalment escortant combois. Va ser assignat a tasques anti-invasió entre maig i novembre entre reacondicionaments.
Al novembre el creuer va rebre l'encàrrec d'escortar un comboi a través del Mediterrani i va participar en la batalla del cap Spartivento. El Manchester es va tornar ser reacondicionat durant la major part de principis de 1941, però va començar a patrullar l'extrem sud de l'oceà Àrtic al maig. El creuer es va separar per escortar un comboi a Malta al juliol i va ser molt danyat per un torpede aeri en ruta. Les reparacions no es van completar fins a l'abril de 1942 i el vaixell va passar els mesos següents treballant i escortant combois.
Manchester va participar en l'operació Pedestal, un altre comboi de Malta, a mitjan 1942; va ser torpedinat per dos torpediners italians a motor i posteriorment enfonsat per la seva tripulació. Les baixes es van limitar a 10 homes morts pel torpede i 1 que es va ofegar quan la tripulació abandonava el vaixell. La majoria de la tripulació va ser internada pels francesos de Vichy quan van derivar a terra. Després del seu retorn al novembre, la comandància del vaixell va ser convocada per un tribunal militar; el capità i quatre oficials més van ser condemnats per enfonsar prematurament el seu vaixell.

## Disseny i descripció
Els creuers lleugers de la classe Town van ser dissenyats per fer front als creuers japonesos de la classe Mogami construïts durant la dècada de 1930 i l'últim lot de tres vaixells es va ampliar per acomodar més equips de control de foc i un blindatge més gruixut. El grup de vaixells Gloucester eren una mica més grans que els vaixells anteriors de la classe i rebien blindatge addicional. Desplaçaven 9.400 tones llargues (9.600 t) amb càrrega estàndard i 11.650 tones llargues (11.840 t) amb càrrega profunda. Els creuers tenien una eslora de 591 peus 6 polzades (180,3 m), una mànega de 62 peus 4 polzades (19 m) i un calat de 20 peus 7 polzades (6,3 m). Estaven alimentats per quatre turbines de vapor Parsons, cadascuna conduïa un eix utilitzant vapor proporcionat per quatre calderes de 3 tambors Admiralty. Les turbines desenvolupaven un total de 82.500 cavalls de potència (61.500 kW) i van ser dissenyades per donar una velocitat màxima de 32 nusos (59 km/h; 37 mph). Durant les seves proves al mar del 28 de març al 7 d'abril de 1938, el Manchester va aconseguir una velocitat mitjana de 32,6 nusos (60,4 km/h; 37,5 mph) des de 84.461 shp (62.983 kW). Els vaixells transportaven prou fueloil per donar-los una autonomia de 6.000 milles nàutiques (11.000 km; 6.900 milles) a 14 nusos (26 km/h; 16 mph). El complement del vaixell era de 800 a 815 oficials, sotsoficials i marineria.
Els vaixells de la classe Town van muntar dotze canons BL de sis polzades (152 mm) Mk XXIII en quatre torretes de tres canons, un parell de superfire a proa i a popa de la superestructura. Les torretes es van designar "A", "B", "X" i "Y" de davant a darrere. El seu armament secundari consistia en vuit canons QF de quatre polzades (102 mm) Mk XVI de doble propòsit en muntatges dobles. El seu armament antiaeri lleuger consistia en un parell de muntatges quàdruples per als canons antiaeri (AA) de dos lliures (40 mil·límetres (1,6 polzades)) ("pom-pom") i dos muntatges quàdruples per a metralladora Vickers .50 metralladores Vickers antiaèries de 0,5 polzades (12,7 mm). Els vaixells portaven dos tubs triples de torpedes de 21 polzades (533 mm). Els Towns no tenien un cinturó de blindatge de línia de flotació de longitud completa, encara que els costats de les sales de calderes i màquines del grup Gloucester i els laterals de les santabàrbares estaven protegits per 4,5 polzades (114 mm) de blindatge. La part superior dels dipòsits i els espais de màquines estaven protegits per 1,25–2 polzades (32–51 mm) de blindatge. Les plaques de blindatge de les torretes del canó principal tenien un gruix de 2 a 4 polzades.
Els creuers van ser dissenyats per manejar tres avions de reconeixement amfibis Supermarine Walrus, un a la catapulta fixa D1H i els altres als dos hangars situats al costat de l'embut de proa, però només dos es van portar mai en servei. Es van instal·lar un parell de grues de 15.000 lliures (6.800 kg) per manejar l'avió i les llanxess del vaixell.

### Modificacions
Quan el Manchester va tornar a casa el novembre de 1939, se li va instal·lar un equip de desmagnetització i probablement va tenir instal·lada la seva torre de control de director d'angle alt (DCT) a popa. Durant una breu reacondicionament el novembre de 1940, el vaixell probablement estava equipat amb un radar de recerca tipus 286. Durant una renovació més llarga entre gener i març de 1941, el casc del Manchester es va reforçar i les seves metralladores Vickers es van canviar per un canó AA Bofors de 40 mil·límetres de l'exèrcit sobre la torreta "B" i cinc Oerlikon AA de 20 mil·límetres (0,8 polzades). Es va instal·lar un radar d'artilleria tipus 284 al sostre de l'armament principal DCT dalt del pont durant aquesta renovació. Probablement es va afegir en aquest moment un revestiment d'estella addicional per protegir l'armament secundari i els tubs de torpedes, així com un sistema de sonar ASDIC.
Dos canons Bofors de l'exèrcit addicionals van reforçar la suite antiaèria del vaixell abans de participar en l'operació Substance el juny de 1941. El Manchester va ser torpedinat durant aquesta missió d'escorta del comboi i mentre estava sent reparat als Estats Units i Gran Bretanya, va rebre tres canons Oerlikon més per a un total de vuit canons, sis dels quals estaven col·locats a la superestructura, una al sostre de la torreta "X" i una altra a l'alcasser. Es van afegir dos canons Bofors de l'exèrcit més al mig del vaixell abans que el vaixell participés en l'operació Pedestal l'agost de 1942. Quan es van completar les reparacions l'abril de 1942, el seu conjunt de radars consistia en un radar d'alerta primerenca tipus 279, el sistema tipus 284 per al seu principal sistema d'armament, dos radars d'artilleria tipus 285 per als canons de quatre polzades un radar de recerca de superfície tipus 273 per substituir el tipus 286 i probablement un parell de radars d'artilleria tipus 282 per als directors "pom-pom".

## Construcció i carrera
El Manchester, el primer vaixell del seu nom que va servir a la Royal Navy, va ser ordenat el 23 d'octubre de 1935 de la Hawthorn Leslie and Company. Se li va col·locar la quilla a la seva drassana d'Hebburn el 28 de març de 1936 i va ser avarat el 12 d'abril de 1937 per l'esposa de Joseph Toole, l'alcalde de Manchester. Va ser assignat el 4 d'agost de 1938 i va marxar per a la seva primera tasca amb el 4t Esquadró de Creuers a les Índies Orientals el 24 de setembre.
Després d'arribar a la colònia britànica d'Aden, Iemen, el 12 d'octubre, el Manchester es va trobar amb el creuer pesant Norfolk, el vaixell insígnia de l'estació, i els dos vaixells es van dirigir a Bombai, Índia britànica, i després a Trincomalee, Ceilan britànic a finals de el mes on van passar el mes següent treballant. Van passar el mes següent fent visites al port a la costa occidental de l'Índia Britànica abans de tornar a Ceilan per a un període de manteniment a la drassana de Colombo. Van visitar ports al llarg del golf de Bengala entre febrer i març de 1939, abans que els dos creuers arribessin a Singapur als assentaments de l'estret britànic el 13 de març. Van realitzar exercicis amb el portaavions Eagle, el creuer pesant Kent i el vaixell dipòsit submarí Medway a la costa oriental de Malàisia durant les properes setmanes.
Visitant Port Blair a les illes Andaman en ruta el 28 de març, el Manchester va arribar a Trincomalee per preparar-se per a una reparació a Colombo. L'augment de les tensions a Europa va fer que la reparació es retardés durant una setmana i la seva reparació es va completar a principis de juny. Va començar una gira pels ports de l'Oceà Índic el 6 de juny, donant suport a una enquesta aeronàutica a Diego García tres dies després amb combustible i subministraments abans d'arribar al protectorat britànic de Zanzíbar el 20 de juny. El vaixell va començar a moure's per la costa africana fins que es va trobar amb el seu vaixell germà Gloucester, el nou vaixell insígnia de l'estació, al port de Kilindini a la Kenya britànica el 14 de juliol. Els germans van navegar cap a Aden quan es van trobar amb els balandres Egret i Fleetwood més tard aquell mes per practicar tàctiques d'escorta de combois a la llum de l'amenaça potencial que suposaven les colònies italianes al Mar Roig.

### Servei d'inici de guerra
El Manchester acabava de tornar d'una patrulla al mar Roig i al golf d'Aden quan Gran Bretanya va declarar la guerra a l'Alemanya nazi el 3 de setembre de 1939. Juntament amb el Gloucester, va embarcar cap a Colombo després d'haver reposat. El 25 de setembre, el vaixell es va trobar amb el balandre Rochester per ajudar a escortar un comboi de tropes índies a través del Mar Roig. El Manchester va escortar un comboi anglo-francès allà abans de trobar-se amb el transatlàntic  RMS Empress of Australia al golf de Suez per escoltar-lo a Colombo. El creuer va ser ordenat a casa el 10 de novembre i va arribar a Malta vuit dies després, on el vicealmirall Geoffrey Layton va hissar la seva bandera com a comandant del 18è Esquadró de Creuers (CS). El vaixell va arribar a HM Dockyard, Portsmouth, el dia 25 i va ser atracat per haver reparat els danys de la tempesta i alguns altres defectes.
La seva rehabilitació es va completar el 22 de desembre i es va incorporar a la Home Fleet a Scapa Flow dos dies després. Més tard aquell mes, el Manchester va ser adscrita a la Patrulla del Nord, on va rebre l'encàrrec de fer complir el bloqueig d'Alemanya, buscant corredors de bloqueig alemanys i material de contraban. El 21 de febrer de 1940 el vaixell va ajudar a capturar el mercant alemany Wahehe de 4.709 tones de registre brut (TRB). Va romandre en aquest servei fins a principis d'abril, encara que el creuer es trobava a Scapa Flow quan va ser atacat per avions alemanys el 16 de març. Els artillers del Manchester no estaven preparats per a l'atac i els seus obusos no eren efectius.

### Campanya noruega
El 18è CS va ser alliberat de la seva vinculació a la Patrulla del Nord i va ser assignat per escortar combois cap a i des de Noruega. El 7 d'abril el Manchester, el seu mig germà Southampton, el creuer antiaeri Calcutta i quatre destructors estaven escortant els 43 vaixells del comboi ON-25 amb destinació a Noruega. Després que la Royal Air Force (RAF) informés dels vaixells alemanys al mar del Nord, el comboi va rebre l'ordre de tornar enrere i els dos creuers lleugers havien de trobar-se amb la Home Fleet al mar de Noruega. Les seves ordres van ser modificades posteriorment per patrullar la part sud del mar. A la tarda del dia 8, l'Almirallat va ordenar als vaixells que es trobessin amb la Home Fleet perquè no fossin atrapats entre els dos grups de vaixells alemanys que es creu que estaven al mar; això es va fer a primera hora del matí del 9 d'abril.
Reforçat pels seus germans Sheffield i Glasgow i set destructors de la 4a Flotilla de Destructors, el 18è CS va rebre l'ordre d'atacar el creuer de classe Königsberg que es creia que es trobava a Bergen més tard aquell matí. Aquella tarda, la RAF va informar de dos creuers a Bergen i l'Almirallat va cancel·lar l'operació. La Luftwaffe havia estat rastrejant l'esquadró mentre s'apropava a Bergen i els bombarders del KG 26 i KG 30 van començar a atacar poc després. Van enfonsar el destructor Gurkha i gairebé van danyar el Southampton i el Glasgow. Aquella nit el Manchester, el Southampton i la 6a Flotilla de Destructors van patrullar davant de Fedjeosen per observar les forces alemanyes a Bergen i evitar qualsevol reabastament. L'únic incident d'aquella nit va ser quan el Manchester va veure un submarí creuant entre els dos creuers a la superfície; el vaixell va intentar embestir-lo, però només va aconseguir un cop d'ull. L'endemà al matí, els vaixells van ser retirats i els creuers van arribar a Scapa Flow aquella nit per carregar combustible i reposar munició.
El 12 d'abril, el capità Herbert Packer va assumir el comandament i el vaixell va sortir de Scapa per trobar-se amb l'escorta del comboi NP-1 que estava carregat amb dues brigades d'infanteria amb destinació a Narvik. El primer ministre Winston Churchill va decidir aprofitar l'ocupació sense oposició de Namsos el dia 14 i va ordenar que la  146a Brigada d'Infanteria arribés a la costa al capvespre del dia 15 per reforçar la força de desembarcament inicial. Layton va triar escortar els vaixells de tropa Empress of Australia i MS Chrobry amb el Manchester, el Birmingham, el creuer antiaeri Cairo i tres destructors. L'amenaça d'atac aeri i les deficients instal·lacions portuàries de Namsos van fer que l'Almirallat canviés de destinació, però les tropes i la major part del seu equip van completar la descàrrega el dia 19. Aquell dia l'Almirallat va ordenar que la majoria dels vaixells de Noruega es preparessin per a noves operacions, de manera que el creuer es va dirigir cap aRosyth, Escòcia.
Més tard aquell dia, el Manchester va rebre l'ordre de tornar a la zona de Namsos per escortar el convoi FP-1 de tornada a Gran Bretanya. El 22 d'abril va tornar a Rosyth per començar a carregar aproximadament la meitat de la 15a Brigada d'Infanteria, juntament amb Birmingham i el creuer pesant York, per ser transportada a Åndalsnes i Molde. El Manchester va desembarcar els seus passatgers a aquesta darrera ciutat el 25 i després es va unir a Birmingham per cobrir tres destructors que posaven mines prop de Trondheim. Les germanes van tornar a Scapa Flow el 28 d'abril per repostar. Tres dies després van arribar a Åndalsnes per evacuar les tropes restants encara a terra. El Manchester va ser lleugerament danyada per estelles de gairebé accidents de la Luftwaffe que d'altra manera no eren efectius.
El 10 de maig, el Manchester i el Sheffield van rebre l'ordre de marxar a la mar per protegir el destructor paralitzat Kelly que estava sent remolcat cap a casa després d'haver estat torpedinat per un E-boat. Els creuers es van enfrontar amb avions de la Luftwaffe quan van atacar sense èxit l'endemà i després van rebre l'ordre de tornar a Rosyth a la llum de l'amenaça del submarí, on va començar una breu reparació. El 26 de maig, el 18è CS, format pel Manchester, el Birmingham i el Sheffield, va ser traslladat a l'Humber per fer tasques anti-invasió. Van tornar a Rosyth el 10 de juny després de les vulnerabilitats d'Immingham es van adonar. Layton va ser rellevat pel vicealmirall Frederick Edward-Collins el 15 de juny i els vaixells van tornar a Immingham l'1 de juliol. Edward-Collins va transferir la seva bandera al Birmingham el 4 de juliol, després del qual el Manchester va navegar cap a Portsmouth per començar una breu reparació. Va tornar a Scapa Flow el 22 d'agost i Edward-Collins va retornar immediatament la seva bandera al vaixell. La seva estada allà va ser breu, ja que l'esquadra va navegar immediatament cap a Rosyth per reprendre les tasques anti-invasió. L'esquadra va tornar a Immingham el 3 de setembre a mesura que augmentaven els temors d'una invasió. Edward-Collins va ser rellevat pel vicealmirall Lancelot Holland el 12 de novembre.
El 15 de novembre el vaixell va sortir de Scapa Flow per trobar-se amb un comboi que transportava personal i equipament de la RAF a Alexandria. Després de la seva arribada a Gibraltar el 21 de novembre, el Manchester i el Southampton van carregar aproximadament 1.400 homes i moltes tones de subministraments i van salpar el 25, escortats per la Força H. Van ser rebuts per vaixells de la flota mediterrània al sud de Sardenya, Itàlia, tot l'afer amb el nom en clau d'Operació Collar. Els italians van detectar el comboi i van intentar interceptar-lo el 27 de novembre a la batalla del cap Spartivento. Els britànics van concentrar els seus creuers, tot i que l'eficiència del Manchester i del Southampton es va veure reduïda pels seus passatgers, i van ocupar els seus homòlegs italians a llarga distància amb poc efecte. Els italians van intentar desenganxar-se, però els britànics van perseguir fins que es van arriscar a deixar el comboi desprotegit. Els atacs aeris posteriors de la Regia Aeronautica no van fer malbé cap vaixell britànic. Durant la batalla, el Manchester va disparar 912 obusos des dels seus canons principals sense fer un sol cop. El vaixell va arribar a Alexandria sense més incidents el 30 de novembre. Va passar pel Mediterrani a gran velocitat sense ser detectada i va arribar a Scapa Flow el 13 de desembre. Holland va transferir la seva bandera al seu mig germà Edinburgh el 8 de gener de 1941. El creuer va començar una llarga reacondicionament a Jarrow l'11 de gener que va durar fins al 17 d'abril.

### 1941
El Manchester es va reincorporar al 18è CS a Scapa Flow l'endemà i es va passar la resta del mes treballant. El 18 de maig, juntament amb el Birmingham va rebre l'ordre de patrullar la bretxa entre Islàndia i les illes Fèroe, però no van jugar cap paper en la recerca del Bismarck, ja que es van reposicionar al nord d'Islàndia en cas que els vaixells alemanys intentessin tornar a Alemanya a través de l'estret de Dinamarca després que el creuer de batalla Hood fos enfonsat el 24 de maig. Els vaixells van tornar a Scapa Flow el 3 de juny i Packer va ser rellevat pel capità Harold Drew. El Manchester va navegar el 9 de juny cap a Hvalfjord, Islàndia, per patrullar l'estret de Dinamarca durant la resta del mes, tornant a Scapa el 3 de juliol.

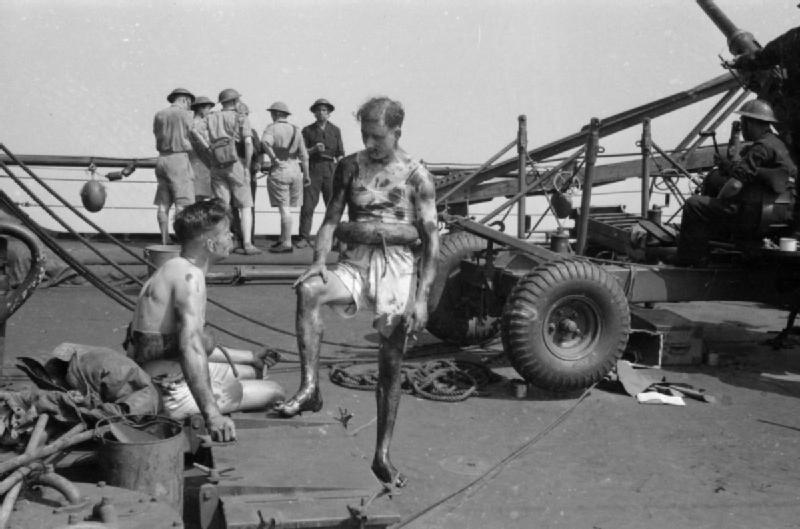
Dos homes tacats de fuel a bord de la coberta de vol del Manchester, després de ser rescatats de sota la coberta

El vaixell es va unir a la força d'escorta del comboi WS-9C amb destinació a Gibraltar el 12 de juliol i hi va arribar vuit dies més tard on va carregar tropes i subministraments del comboi per ser transportats a Malta en l'operació Substance. El comboi es va reunir el 23 de juliol i els italians van determinar que anava a Malta. Els vaixells de la Regia Marina no estaven preparats per atacar, de manera que es va deixar als bombarders de la Regia Aeronautica. Durant el primer atac d'aquell matí, el Manchester va ser colpejat per un torpede aeri italià que va impactar contra la torre "X". Va fer volar un forat de 60 peus de llargada (18,3 m) al casc, va desactivar els dos eixos de l'hèlix a babord i va permetre grans inundacions que van provocar una inclinació de 12,5 graus. Les 2.000 tones llargues estimades (2.000 t) d'aigua també van fer que el vaixell s'ajustés a la popa 7 peus i 6 polzades (2,3 m) i va omplir la sala de màquines de popa, la qual cosa significava que només un eix de l'hèlix podia funcionar. La detonació va matar a 3 oficials i 23 equips de la tripulació del Manchester i 5 oficials i 7 tropes de les tropes embarcades. La mànega es va corregir menys de tres hores després de l'atac i el creuer va rebre l'ordre de tornar a Gibraltar, escortat per un destructor. Els dos vaixells van ser atacats sense èxit per més bombarders italians més tard aquell dia i van arribar al seu destí el dia 26.
Les reparacions temporals van durar fins al 15 de setembre, quan el vaixell va navegar cap al Philadelphia Navy Yard als Estats Units per a reparacions permanents. Això es va acabar el 27 de febrer de 1942, després del qual va tornar a Portsmouth, on el treball final es va completar a finals d'abril. En tornar al servei, es va incorporar a la Home Fleet a Scapa Flow el 4 de maig, passant la major part de la resta del mes treballant. El Manchester va cobrir una operació de posada de mines a l'estret de Dinamarca del 29 de maig a l'1 de juny abans de tornar a Scapa el 4 de juny. Dos dies després, el rei Jordi VI va visitar el vaixell durant la seva visita a Scapa. El creuer va passar la major part de les dues setmanes següents fent exercici amb els altres vaixells de la Home Fleet. El 19 de juny, vicealmirall Stuart Bonham Carter, comandant del 18è CS, va hissar la seva bandera a bord del Manchester. El 30 de juny al 2 de juliol, el vaixell va transportar subministraments i reforços a l'illa Spitzbergen a l'oceà Àrtic. Immediatament després, va ajudar a proporcionar cobertura llunyana per al comboi PQ 17 durant els dos dies següents. En tornar a Scapa, es va convertir en un vaixell privat quan Bonham Carter va arriar la seva bandera.

#### Operació Pedestal

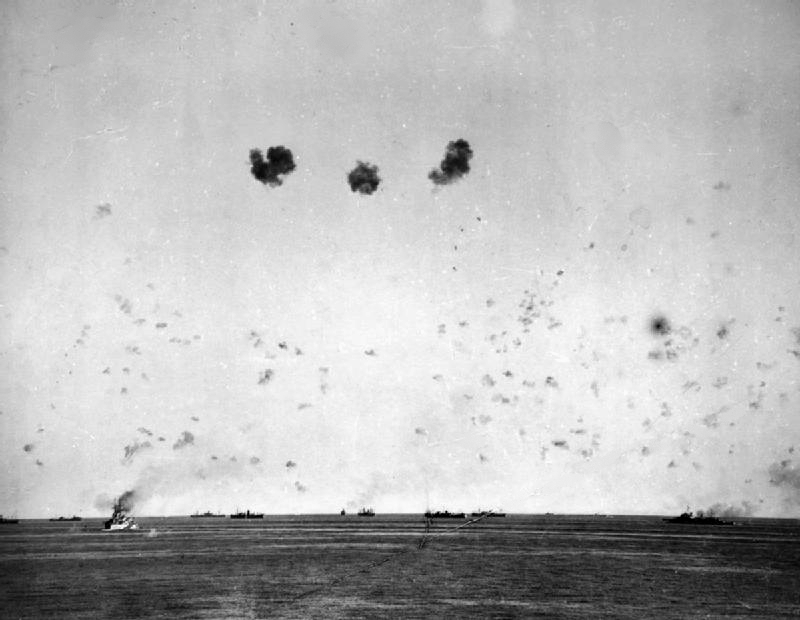
L'operació Pedestal, 11 d'agost: Vista general del comboi sota atac aeri que mostra l'intens bombardeig antiaeri realitzat pels escortes. El cuirassat és a l'esquerra i el Manchester a la dreta.

El Manchester va ser traslladat al 10th CS en preparació de l'operació Pedestal, un altre comboi per reabastir l'illa assetjada de Malta. Va sortir de Greenock el 4 d'agost, formant part de l'escorta del portaavions Furious.. Es van incorporar al cos principal del comboi el dia 7 a la costa de Portugal. El creuer va reposar a Gibraltar i es va unir a la Força X, l'escorta propera del comboi, el 10 d'agost. Més tard aquell dia, l'Eagle va ser enfonsat per un submarí alemany, la primera víctima de moltes que va patir el comboi. A la nit del 13 al 14 d'agost, la Força X estava passant pel canal lliure de mines a prop de la costa tunisiana. A les 00:40 el comboi va ser atacat per un parell de S-boats alemanys, però van ser expulsats, amb un vaixell danyat pel foc britànic. Uns 20 minuts més tard, el Manchester va ser atacada prop de Kelibia per un parell de vaixells MS italians (MTB), MS 16 i MS 22, que van disparar cadascun un torpede, un dels quals va colpejar el creuer a la sala de màquines de popa, malgrat els seus esforços per evadir el torpedes, i encallant el seu timó dur a estribord. L'impacte va matar un oficial i nou equips i va tallar l'energia elèctrica a l'extrem de popa del vaixell. Va frenar fins a aturar-se, ja que els dos eixos d'hèlix d'estribord estaven danyats i les inundacions de la sala de màquines de popa van desactivar els dos eixos interiors. Només l'eix exterior del port era operatiu, però la seva turbina havia perdut temporalment vapor a causa de l'explosió.
La inundació va provocar ràpidament que el Manchester s'omplís d'aigua amb una inclinació d'11 graus i tant la sala de ràdio principal com la santabàrbara de quatre polzades. Al voltant de la 01:40 Drew va ordenar "Estacions d'emergència", que era una ordre permanent quan encara no estava a les estacions d'acció que requeria que tots els tripulants no obligats a operar o subministrar els canons antiaeris procedissin a les seves posicions d'abandonament del vaixell. La transferència de fuel des dels dipòsits de combustible d'estribord a babord i el llançament dels torpedes d'estribord va reduir la llista a uns 4,5 graus a les 02:45. Drew va sentir que la situació tàctica del vaixell era greu a causa de l'amenaça d'altres torpederos a motor, ja que la capacitat ofensiva del vaixell es limitava als canons de quatre polzades i les armes antiaèries. També va sentir imprescindible que hagués d'arribar a aigües profundes a l'illa de Zembra a l'alba (05:30) que va estimar que trigaria unes tres hores de vapor. Els informes inicials de danys incloïen una estimació de dues o tres hores per restablir l'energia del vapor, ja que l'abast dels danys encara no s'havia avaluat completament, tot i que es va reparar molt més ràpidament que l'estimació inicial. Centrat en la situació tàctica, en Drew no sabia que s'havia restaurat el vapor a la turbina exterior del port, el timó no bloquejat i l'energia elèctrica s'havia restaurat a l'aparell de govern cap a les 02:02 abans de decidir abandonar el vaixell 45 minuts més tard. Abans, el destructor Pathfinder s'havia aturat per prestar ajuda a les 01:54 i Drew havia transferit 172 tripulants ferits i superflus abans que hagués de marxar per reincorporar-se al comboi.
Al voltant de les 02:30 Drew va preguntar sobre els preparatius necessaris per a la seva pròpia tripulació amb càrregues explosives durant una conversa amb el seu cap enginyer. Uns 15 minuts més tard es va dirigir a la tripulació informant-los de la seva decisió d'enfonsar el creuer i preparar-se per abandonar el vaixell. L'ordre de saltar es va donar a les 02:50 i va ser impossible rescindir-se quan l'enginyer en cap li va informar que s'havia restablert l'energia a una turbina i a l'aparell de direcció cinc minuts més tard. El Manchester finalment es va enfonsar a les 06:47. Drew va ordenar a la seva tripulació que abandonés el vaixell a les 03:45; un home es va ofegar mentre intentava nedar a terra, però la resta dels seus homes van sobreviure. La majoria va arribar a terra, però s'estima que entre 60 i 90 homes van ser rescatats pels destructors Somali i Eskimo quan van ser enviats a les 07:13 per prestar ajuda al creuer després que el Pathfinder es trobés amb la resta del 10è CS. Dos homes més van ser rescatats per una MTB italiana, però finalment van ser lliurats als francesos i es van unir a la resta de la tripulació al camp de presoners de Laghouat.

### Conseqüències
L'Almirallat va convocar una Junta d'Investigació el 16 de setembre per establir els fets de la pèrdua del creuer mitjançant el testimoni proporcionat pels testimonis disponibles. El contraalmirall Bernard Rawlings, cap adjunt de l'estat major naval (estranger) i el Primer Lord del Mar, l'almirall Dudley Pound va revisar les troballes de la junta i va creure que les accions de Drew mostraven una falta de determinació per lluitar pel seu vaixell. Pound va creure, a més, que això va desqualificar a Drew de tornar a comandar un vaixell tret que una investigació addicional demostrés el contrari. El Primer Lord de l'Almirallat A. V. Alexander va estar d'acord amb els comentaris de Pound el 9 d'octubre.
La tripulació internada va ser alliberada després que l'Àfrica del Nord francesa s'unís a la França Lliure i tots havien arribat a Gran Bretanya el 25 de novembre. Drew va rebre l'ordre d'escriure un informe sobre la pèrdua del seu vaixell cinc dies després per l'Almirallat i va enviar el seu informe el 7 de desembre. Una setmana més tard, l'Almirallat va ordenar que es convoqués un consell de guerra per la pèrdua del Manchester en virtut de l'article 92 de la Llei de Disciplina Naval de 1866 i va començar el 2 de març de 1943.
L'evidència escrita de Drew es va centrar en la situació tàctica en què es trobava: a la deriva en un passatge estret entre la costa de Tunísia i un camp de mines en alta mar, amb els polipastos de munició de la torreta desactivats i poca munició de quatre polzades disponible i una gran expectació de més atacs de BTT i avions si encara a prop de la costa a l'alba. Creia que qualsevol atac d'aquest tipus tindria una gran probabilitat de fer que el Manchester encallés i caigués en mans de l'enemic. L'informe inicial de control de danys que se li va donar després de l'impacte del torpede estimava tres hores per recuperar l'energia del vapor, cosa que li permetia només una finestra estreta per allunyar-se de la costa. La seva prova feia poca menció de les "estacions d'emergència" i el seu raonament darrere de l'evacuació de tripulants il·lesos a bord del Pathfinder abans de determinar l'extensió total del dany.
Després del consell de guerra més llarg de la moderna Royal Navy, la cort va determinar que el dany del Manchester era notablement similar al que va patir el 23 de juliol de 1941 mentre estava sota el seu comandament; que el creuer era capaç de navegar a 10-13 nusos (19-24 km/h; 12-15 mph) a l'eix de l'hèlix exterior de babord, que el seu armament principal i secundari estava en gran part intacte, i que la llista inicial de 10-11 graus s'havien reduït considerablement gràcies a les contrainundacions, el llançament dels seus torpedes i les transferències de fuel. Drew va ser "acomiadat del seu vaixell", va ser severament increpat i se li va prohibir el comandament posterior al mar; també es van sancionar quatre oficials més i un suboficial.
Una expedició de busseig va visitar el naufragi a una profunditat d'uns 80 m (260 peus) l'any 2002 i les imatges preses pels bussejadors es van utilitzar en un documental de televisió titulat Running the Gauntlet produït per Crispin Sadler. Van descobrir que el vaixell estava en gran part intacte, estirat a estribord. Dos dels supervivents del vaixell van acompanyar l'expedició i van recordar les seves experiències. Una altra expedició de busseig per veure el Manchester es va dur a terme el 2009.